# SpaceX Crew-6
SpaceX Crew-6 (též USCV-6) byla šestá standardní mise kosmické lodi Crew Dragon společnosti SpaceX. Start se uskutečnil 2. března 2023. Loď Endeavour vynesla na oběžnou dráhu Země raketa Falcon 9 Block 5 z Kennedyho vesmírného střediska k Mezinárodní vesmírné stanici (ISS). Čtyřčlenná posádka jako součást Expedice 69 strávila na stanici půl roku a na Zemi se vrátila 4. září 2023.

## Kosmická loď Crew Dragon
Crew Dragon je kosmická loď pro lety s posádkou navržená v rámci programu NASA CCDev, (Commercial Crew Development) společností SpaceX, především pro dopravu astronautů na Mezinárodní vesmírnou stanici. SpaceX ale loď používá i pro další účely mimo spolupráci s NASA (komerční programy Inspiration4, Axiom Space a Polaris).  

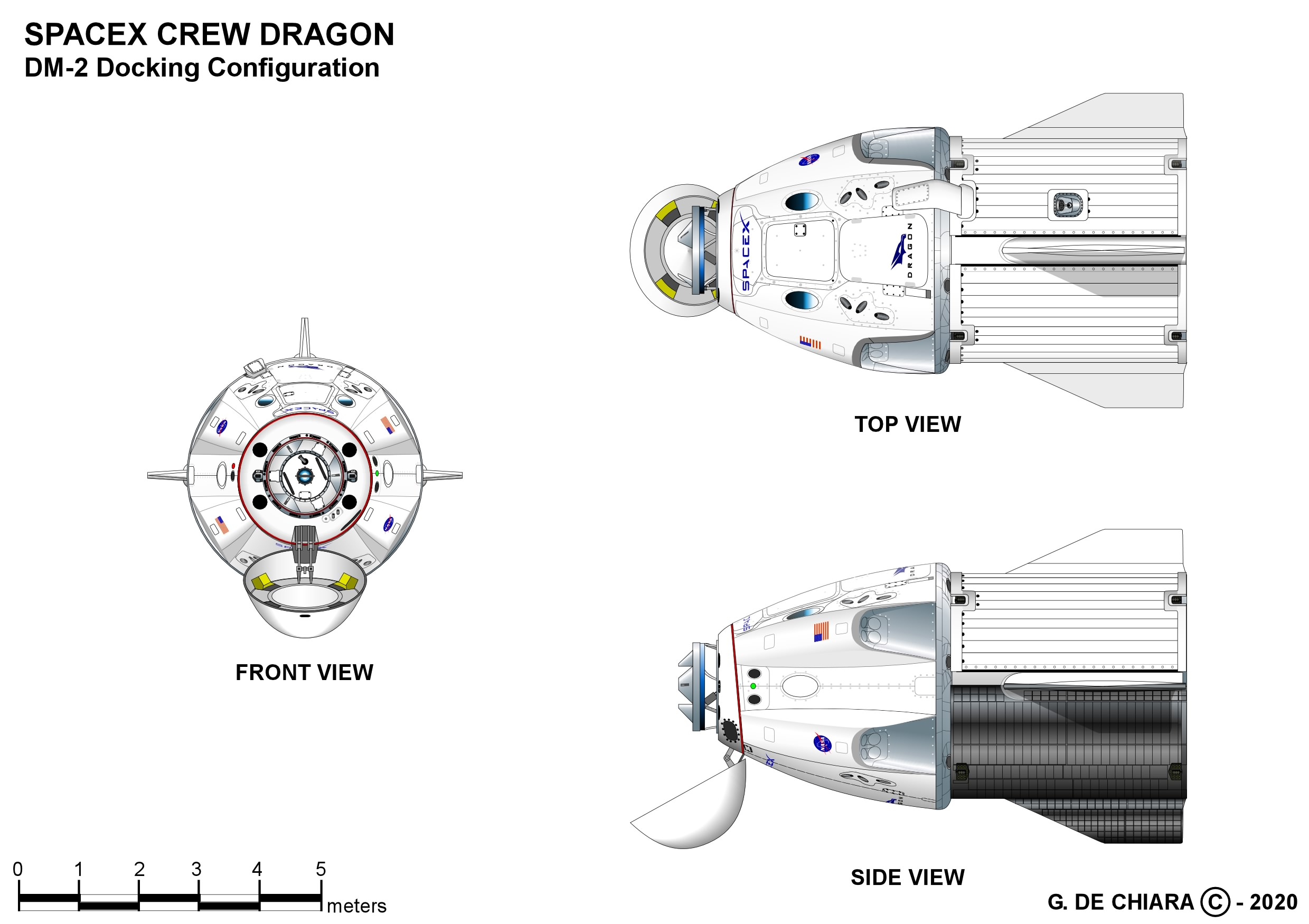
Crew Dragon v letové konfiguraci.

Crew Dragon tvoří znovupoužitelná kabina kónického tvaru a nástavec v podobě dutého válce (tzv. trunk). V kabině je hermetizovaný prostor o objemu 9,3 m3, v němž lze umístit sedačky až pro sedm osob (NASA pro lety k ISS využívá 4 místa). Nástavec je možné využít pro dopravu nákladu, který nemusí být umístěn v hermetizovaném prostoru (např. zařízení určeného pro umístění na vnější straně ISS, tedy v otevřeném kosmickém prostoru. Sestava kabiny a nástavce ve startovní pozici měří na výšku 8,1 metru a v průměru má 4 metry. 

## Posádka
Hlavní posádka:
- Stephen Bowen (4), NASA – velitel[3]
- Warren Hoburg (1), NASA – pilot[3]
- Sultán an-Nejádí (1), MBRSC – letový specialista[4]
- Andrej Feďajev (1), Roskosmos – letový specialista[5]

V závorkách je uveden dosavadní počet letů do vesmíru včetně této mise.
Záložní posádka:
- Jasmin Moghbeliová, NASA – velitelka
- Andreas Mogensen, ESA – pilot
- Hazzá al-Mansúrí, MBRSC – letový specialista[6]
- Konstantin Borisov, Roskosmos – letový specialista[7]

Jména velitele a pilota mise Crew-6 Bowena a Hoburga NASA oznámila 16. prosince 2021. Oznámení o rozšíření posádky o letového specialistu an-Nejádího bylo vydáno o sedm měsíců později a v září 2022 vyplynulo z dohody Roskosmosu a NASA o výměně míst v lodích Sojuz a Crew Dragon, že čtvrté místo v misi Crew-6 obsadí Andrej Feďajev.

## Příprava a průběh letu
Při zahájení předchozí mise Crew-5 startem 5. října 2022 NASA oznámila, že let potrvá 5 měsíců. Podle postupu výměny posádek z toho vyplývalo, že následující mise Crew-6 odstartuje na přelomu února a března 2023. 
Termín byl poprvé upřesněn počátkem listopadu 2022, a to na polovinu února 2023 a koncem listopadu 2022 na 15. února 2023. Od 19. ledna 2023 pak NASA plánovala start nejdříve na 26. února 2023 v 07:07. A 21. února 2023 ho kvůli dořešení několika technických problémů odložila o další den. Necelé dvě a půl minuty před plánovaným okamžikem 27. února 2023 v 06:45 UTC však byl start zrušen kvůli potížím se zážehovou kapalinou nezbytnou pro zapálení motorů, což způsobilo další odklad nejméně o 1 den. O několik hodin později však NASA a SpaceX kvůli nepříznivé předpovědi počasí odmítly i tento termín a start odložily o další dva dny na 2. března 2023 s připojením ke stanici o 24 hodin později. Bylo také oznámeno, že zrušení startu 27. února bylo vyvoláno nejistotou, zda se ke všem devíti motorům prvního stupně rakety Falcon 9 dostane rozvodným systémem nezbytné množství vysoce hořlavé a na vzduchu samovznětlivé směsi sloučenin TEA a TEB, která se používá k zažehnutí motorů. Příčinou byl jeden ucpaný filtr v systému, závada byla odstraněna jeho výměnou.
V nově stanoveném termínu 2. března 2023 v 05:34:14 UTC už Endeavour úspěšné odstartoval a vydal se na cestu k ISS, k níž se připojil 3. března v 06:40 UTC, o několik desítek minut později, než bylo původně plánováno. Příčinou zdržení byl vadný senzor jednoho z dokovacích zámků na lodi Dragon – připojení bylo povoleno až poté, co týmy NASA a SpaceX ověřily, že všechny dokovací háky jsou ve správné konfiguraci, a SpaceX vadný senzor softwarově obešla. Dvě hodiny po připojení se otevřely průlezy na obou stranách a posádka Endeavouru vstoupila do stanice.
Posádka během pobytu na ISS svou loď přemístila svou loď z horního portu Harmony zenith na přední port Harmony forward. Horní port bylo potřeba uvolnit pro nadcházející přílet nákladní lodi SpaceX CRS-28. V jejím nehermetizovaném prostoru (trunku) bude uložen poslední pár nových solárních polí iROSA, které by pomocí robotické ruky nebylo možné uvolnit, pokud by se loď připojila k přednímu portu Harmony forward. Oddělení od původního portu se uskutečnilo 6. května v 11:23 UTC, po přeletu a opětovném přiblížení se Crew-6 k novému umístění připojila ve 12:01 UTC.
Let měl podle původních plánů trvat do 27. srpna 2023, ale později byl o dva dny zkrácen. Pozdější změny v harmonogramu,  způsobené mimo jiné opakovanými odklady testovacího letu s posádkou lodi Starliner (Boeing Crew Flight Test), však očekávaný odlet ze stanice a přistání opět oddálily, a to až na začátek září. Odpojení od stanice bylo naplánováno na 1. září 2023 ve 13:05 UTC, přistání do vod Mexického zálivu blízko pobřeží Floridy pak na 2. září 2023 ve 13:38 UTC. Později byla data upřesněna na 2. a 3. září, ale nakonec platil – po dalším posunu kvůli špatnému počasí v možných místech přistání – až třetí termín. SpaceX Crew-6 se od stanice odpojila 3. září 2023 v 11:05 UTC a do vod Atlantiku blízko města Jacksonville na Floridě dosedla 4. září 2023 v 04:17 UTC.

## Galerie

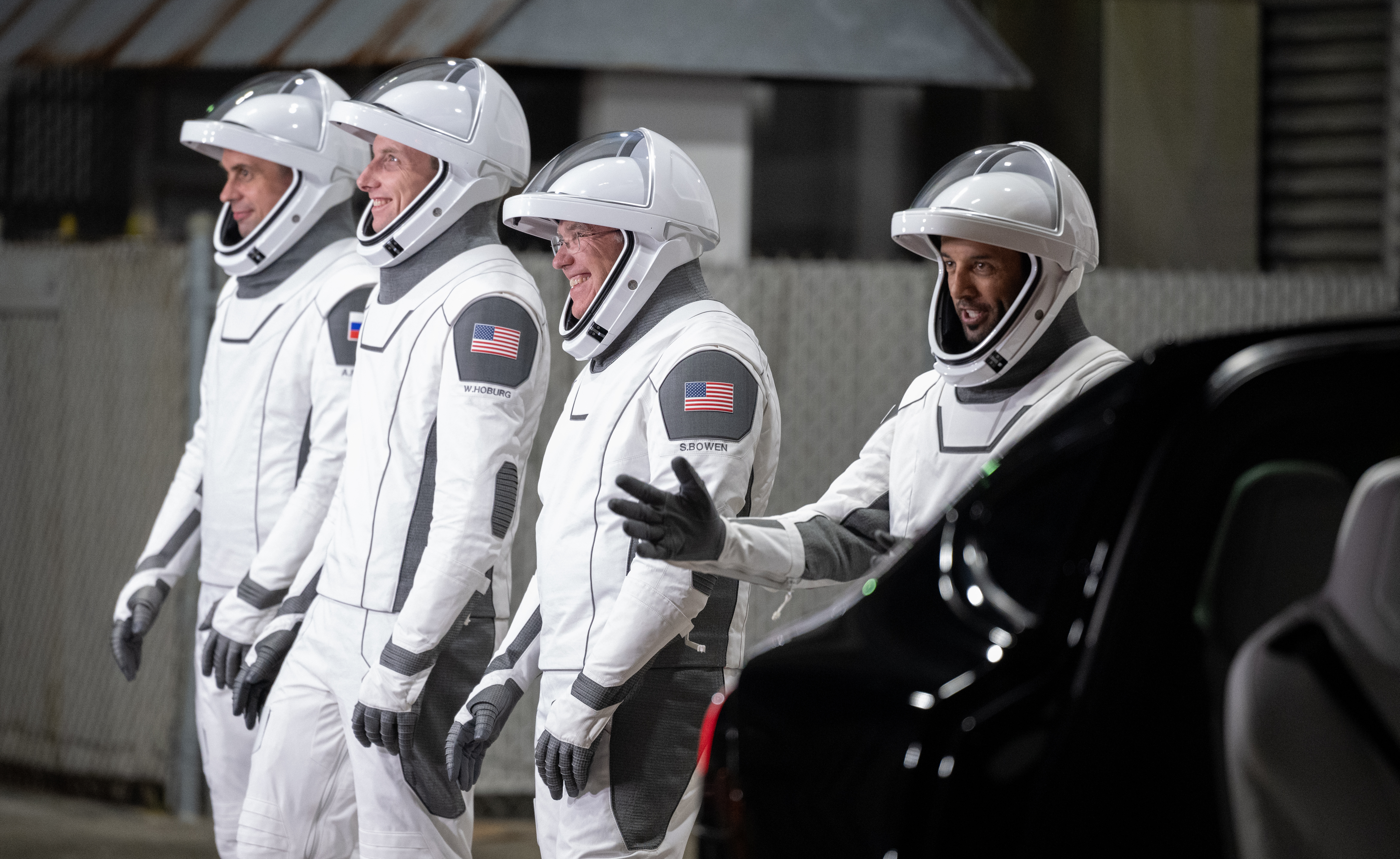
Zkouška skafandrů během předstartovních příprav 23. února 2023.
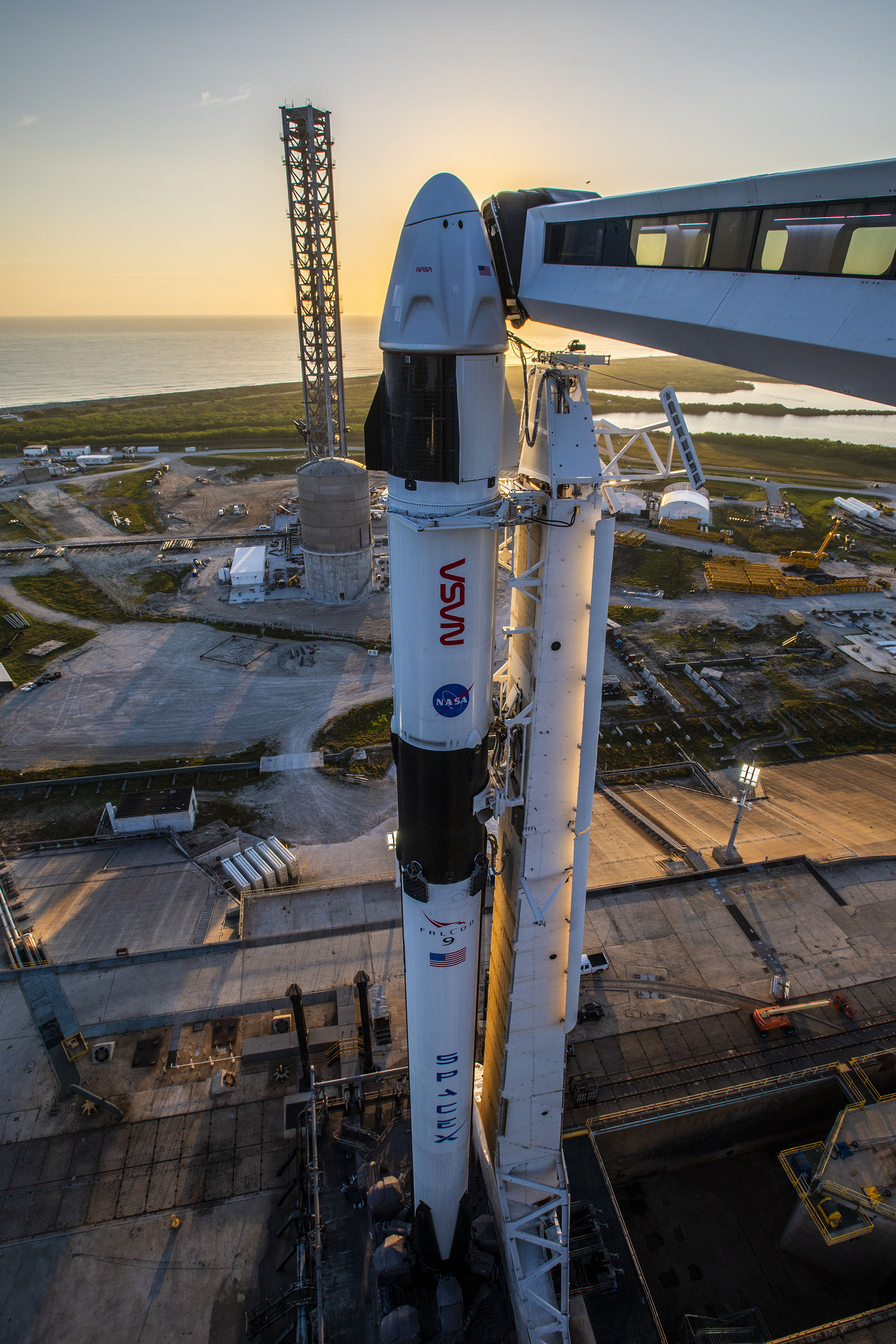
Falcon 9 s lodí Crew Dragon Endeavour pro misi Crew-6 po vztyčení na startovní rampě 22. února 2023.
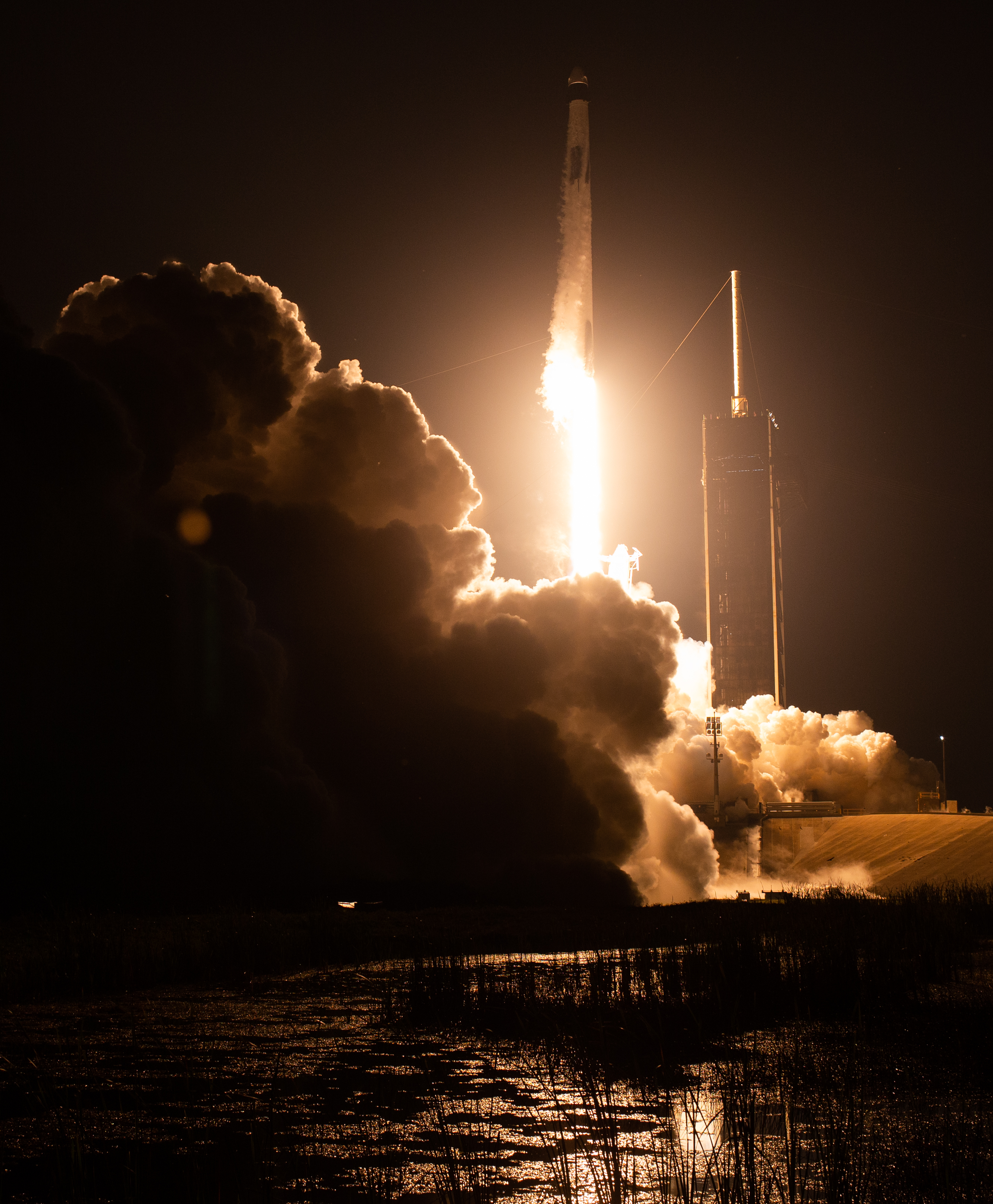
Start mise 2. března 2023.